# Венков, Дмитрий (художник)
Дмитрий Венков (род. 2 января 1980, Новосибирск) — российский художник. Работает преимущественно с видео.

## Биография
Дмитрий Венков родился 2 января 1980 года в Новосибирске. Окончил магистратуру Орегонского университета по специальности история кино (2006) и отделение Новые Медиа школы им. Родченко (2012).
В декабре 2012 года стал лауреатом премии Кандинского в номинации «Молодой художник. Проект года» за проект «Безумные подражатели».

## Видео[4]
1. «Гимны Московии» (2018,14 мин)
Фильм представляет собой путешествие по перевернутой Москве сквозь архитектурные стили разных эпох — сталинский ампир, советский модернизм и современную архитектуру. Неотъемлемым спутником этого путешествия во времени и пространстве являются «Гимнические вариации на тему советского гимна» композитора Александра Маноцкова, который использовал раннюю запись советского гимна в качестве исходного материала для создания трех электронных вариаций, каждая из которых соответствовала архитектурному стилю;
2. «Krisis» (2016, 32 мин)
Фильм отсылает зрителей к классическим фильмам-дискуссиям. Один из самых известных примеров- «12 разгневанных мужчин» Сидни Люмета. В данном фильме 12 мужчин и женщин спорят о сносе памятника Ленину в Киеве;
3. «Я хотел быть счастливым в СССР» (2007—2018, в работе)
История эмиграции российско-африканской семьи в Норвегию;
4. «Появление» (2013, 6 мин)
5. «Словно солнце» (2013, 60 мин)
В фильме разыгрываются три типа утопий, характерных для 1960-х: социальная, научно-техническая и художественная В этих сюжетах существуют герои, которые не подозревают о существовании друг друга и миссии, которая их объединяет;
6. «Безумные подражатели» (2012, 30 мин)
Фильм снят в жанре мокьюментари. Антропологическое исследование вымышленного языческого племени, которое живёт на обочине МКАД в изоляции, существуя только за счет сбора придорожного мусора. Для фильма была разработана отдельная культура и её составляющие- мировоззрение, повседневная жизнь, культовые обряды, основанная на изучении различных обществ, в которых возникали карго-культы и экстатические практики. Также в фильме существует второй уровень-это эксперты, которые цитируют по ходу фильма Леви-Стросса, Малиновского, Тауссига и других видных антропологов.
Главные роли в «Безумных подражателях» исполняют арт-критики Александра Обухова, Александр Евангели и Оксана Саркисян, художник Арсений Жиляев, а шамана племени играет актёр, музыкант и художник Сергей Пахомов.
7. «Америка» (2012, 32 мин)
Фильм в жанре мокьюментари об американском шпионе, который исследует роль творожной массы в истории СССР и всего мира.
8. «Китайская комната Алана Тьюринга» (2010, 9 мин)
Фильм о научно-исследовательском институте кибернетической диетологии.
9. «В другом времени» (2010, 6 мин)

## Другие работы[5]
- «Сцена спасения» (2018);
- «Зал ожидания» (2016).

## Тексты[6]
- Дмитрий Венков vs Владимир Паперный: Россия от Сталина до Путина — как другая планета. Snob.ru, 2018;
- Октябрьский переворот. Aroundart.ru, 20.11.17;
- Krisis.Диалог искусств, 17 октября 2016;
- Времени больше не будет. Каталог выставки, 2014;
- Невнятные голоса будущего. Диалог искусств № 3, 2014;
- «Мы о том, чего сказать нельзя». Обсуждениe фильма «Словно солнце», 2013;
- И целого солнца мало. Александр Евангели, Синефантом, 2013;
- Безумные подражатели. Журнал «Искусство кино», 2013, № 5, май.

## Избранные групповые выставки и фестивали[7]
2018
- Beat film фестиваль, Москва;
- 64-й Международный кинофестиваль в Оберхаузене.

2017
- Гётеборгская биеннале, Швеция;
- Документа 14, Греция;
- Rencontres Internationales, Берлин;
- Kino der Kunst, Мюнхен;
- Триеннале российского современного искусства, Гараж, Москва.

2016
- Artists’ Film International, Галерея Whitechapel, Лондон;
- Международный кинофестиваль в Салониках, Греция;
- Кассельский документальный кинофестиваль, Кассель, Германия;
- VII Тематическая экспозиция;
- Взаимодействие: взгляд современных художников на коллекцию ММОМА, ММСИ, Москва;
- Кинофестиваль Зеркало, Иваново;
- 62-й Международный кинофестиваль в Оберхаузене;
- Транс-люди. Состояние не-безопасности, Ермилов Центр, Харьков .

2015
- Метагеография, ГТГ, Москва;
- Форум Аланика, Владикавказ;
- Cannibal Manifesto: Mimesis as Resistance, Karst Foundation, Плимут;
- Close and Far, Mead Gallery, Warwick Art Centre.

2014
- Большие надежды, ЦВЗ Манеж, Москва;
- Burning News, Галерея Hayward, Лондон;
- Москва. Барокко. 2014, галерея Триумф, Москва;
- XXXVI ММКФ, Москва;
- Кинофестиваль «Зеркало», Иваново;
- Close and Far, галерея Calvert 22, Лондон;
- Кинофестиваль Go Еаst, Open Frame Award, Висбаден, Германия;
- Видео#Россия!, PERMM, Пермь.

2013
- Пятая биеннале современного искусства «Больше света», Москва;
- Первая бергенская триеннале современного искусства «Понедельник начинается в субботу», Берген, Норвегия;
- «Реальности недостаточно» XIV Медиа Форум ММКФ, Москва;
- 'Constructed Sceneries' кинопрограмма выставки «Scenographies», SMBA, Амстердам;
- Соло и хор, Избранное из коллекции Государственного центра современного искусства: видеоработы российских художников, Музей де Халлен, Голландия;
- Сейчас и Потом '13, Международный фестиваль видеоарта, Москва;
- Start Making Sense!, Высшая школа искусства и дизайна (H.E.A.D.), Женева, Швейцария;
- Kino der Kunst, Мюнхен, Германия.

2012
- 31-й кинофестиваль им. Жан Руша, Париж;
- Мастерская vs. Кинопроцесс, ГЦСИ, Москва;
- Без исключений, МАММ, Москва;
- 34-й Московский международный кинофестиваль, Москва;
- Scinema фестиваль научного кино, Австралия;
- III Биеннале молодого искусства «Стой! Кто идет?», Москва;
- Выставка премии Кандинского, Москва.

2011
- История российского видеоарта. Том 3, ММСИ, Москва;
- Аудитория Москва, Москва;
- Выставки объединения Вверх! Неми и Поле молчания, Москва-Хлебниково.

2010
- Чувство и чувствительность, II Биеннале молодого искусства «Стой! Кто идет?», Москва.

## Критика
- «… мокументальный фильм „Безумные подражатели“, где молодые художники, критики и кураторы снялись в роли вымышленных обитателей обочины МКАД, этакой общины собирателей мусора и приверженцев карго-культа, а также ученых-антропологов, исследующих этих в прямом смысле слова маргиналов, превосходная сатира на российское общество и художественное сообщество. Этот маленький шедевр вполне мог бы побороться за взрослую премию в номинации „Проект года“»[8] — Анна Толстова, 2012.
- «Собственно, Венков, наверное, на сегодняшний день самый немистичный из плеяды федоровцев. Он пародирует научный дискурс критического искусства. Пародирует надежды на художественные комьюнити, которое действительно частенько походит на свору безумных подражателей, которых исследуют не менее безумные и смешные псевдоученые. И, скорее всего, это единственный и самый близкий к истине ответ на чаяния об идеальном московском сообществе на данный момент»[9] — Арсений Жиляев, 2012.
- «Мои знания начинаются с истории русского авангарда: супрематизма и конструктивизма — двух направлений, которые состояли в конфронтации и в диалоге одновременно. Они очень сильно повлияли на все мировое искусство. Мне очень нравится Эль Лисицкий, например, но это всё классика. Из современных художников я бы выделила практики, которыми занимается группа „Что делать“, и Дмитрия Венкова — у него очень умный подход к искусству, по-моему.»[10] — Лукреция Калабро Висконти, 2017.